# Веферлинген
Веферлинген (нем. Weferlingen) — община в Германии, в земле Саксония-Анхальт.
Входит в состав района Оре. Подчиняется управлению Флехтинген.  Население составляет 2313 человек (на 31 декабря 2006 года). Занимает площадь 16,94 км².